# Agila (telenovela)
Agila é uma telenovela filipina produzida e exibida pela ABS-CBN, cuja transmissão ocorreu em 1987.

## Elenco
- Val Sotto - Don Gabriel Aguila
- Delia Razon - Dona Maura Aguila
- Helen Vela - Ester